# Stanisław Morawski (1802–1853)
Stanisław Morawski herbu Dąbrowa (ur. 22 lipca 1802 w Mickunach koło Wilna, zm. 6 października 1853 w Ustroniu) – polski i litewski lekarz, pisarz i pamiętnikarz. 
Był synem Marianny z Siemaszków i Apolinarego (zm. 1838), szambelana Stanisława Augusta. W latach (1818–1823) studiował medycynę na Cesarskim Uniwersytecie Wileńskim, osiągając tytuł naukowy doktora medycyny. Był członkiem Towarzystwa Filaretów, a od 1820 Filomatów. W latach (1827–1835) przebywał w Petersburgu i Paryżu, gdzie spotkał się z Adamem Mickiewiczem. W styczniu 1833 r. awansował na lekarza Sekretariatu Stanu dla Królestwa Polskiego. W 1835 porzucił praktykę lekarską i objął stanowisko urzędnicze w Komisji Prawodawczej przy przekładzie na polski rosyjskiego Zbioru praw. Po śmierci ojca, w czerwcu 1838, złożył dymisję z urzędu. Osiadł w rodzinnym majątku Ustronie w powiecie trockim na Litwie, gdzie spisywał wspomnienia lat ubiegłych i obrazy obyczajowe z życia szlachty „okolicznej” litewskiej. Nie założył rodziny, w 1838 odznaczony został Orderem św. Włodzimierza IV klasy. Pochowany został w kaplicy cmentarnej w Niemoniunach w powiecie trockim.
Oprócz rozpraw lekarskich pisał wiersze satyryczne, utwory sceniczne i pamiętniki. Wybitne jego zalety pisarskie oceniono dopiero po wydaniu drukiem trzech tomów jego pism: „Kilka lat młodości mojej w Wilnie 1818–1825” (1924), „W Petersburgu 1827–1838” (1928) i „Szlachta-bracia. Wspomnienia, gawędy, dialogi 1802–1850” (1930), zawierających pierwszorzędnej wartości obrazy czasu i ludzi, odznaczające się bystrą spostrzegawczością i niepoślednim humorem. W swych wspomnieniach Morawski opowiada o wielu współczesnych mu wybitnych ludziach, m.in. o Mickiewiczu oraz o jego otoczeniu wileńskim i petersburskim.
Według rodzinnej tradycji był członkiem wileńskiej loży masońskiej „Litwin Gorliwy”.